# Tomás Gayo
Tomás Gayo (Madrid, 4 de marzo de 1960 - Cancún, 21 de julio de 2012) fue un actor español.
Debutó siendo muy joven en el cine y en el teatro. Trabajó varias temporadas junto al veterano Arturo Fernández, realizando trabajos de interpretación y de producción. Tras esta y otras experiencias decidió ampliar su campo profesional a la producción escénica con su propia empresa. Como productor fue responsable de montajes de todos los géneros, algunos con textos que ha adaptado, como las comedias Pato a la naranja (1999), La tía de Carlos (2000) y Vidas privadas (2003), de Noël Coward. También ha sido responsable, como productor e intérprete de montajes como Sabor a miel, La importancia de llamarse Ernesto (1995), El apagón (1997), El botín (1997), Una mujer sin importancia (2000), La tía de Carlos (2001), El adefesio (2003), Tirano Banderas (2005), Hielo y fuego (2005), La señorita de Trevélez (2007) y La noche de la iguana (2008). Actuó en la miniserie de TVE Viento del pueblo. Miguel Hernández (2002).
En 2006 debutó como autor teatral con la obra La madre invita a cenar. Ha intervenido en películas como La reina del mate (1985), Boca a boca (1995) y El amor perjudica seriamente la salud (1996). También colaboraba habitualmente en series televisivas,  como Turno de oficio (1986) en el capítulo "El violador".
Falleció a consecuencia de una afección respiratoria en Cancún (México), donde se encontraba descansando aprovechando una pausa veraniega en la gira de La familia de Pascual Duarte